# Distrikt Tapay

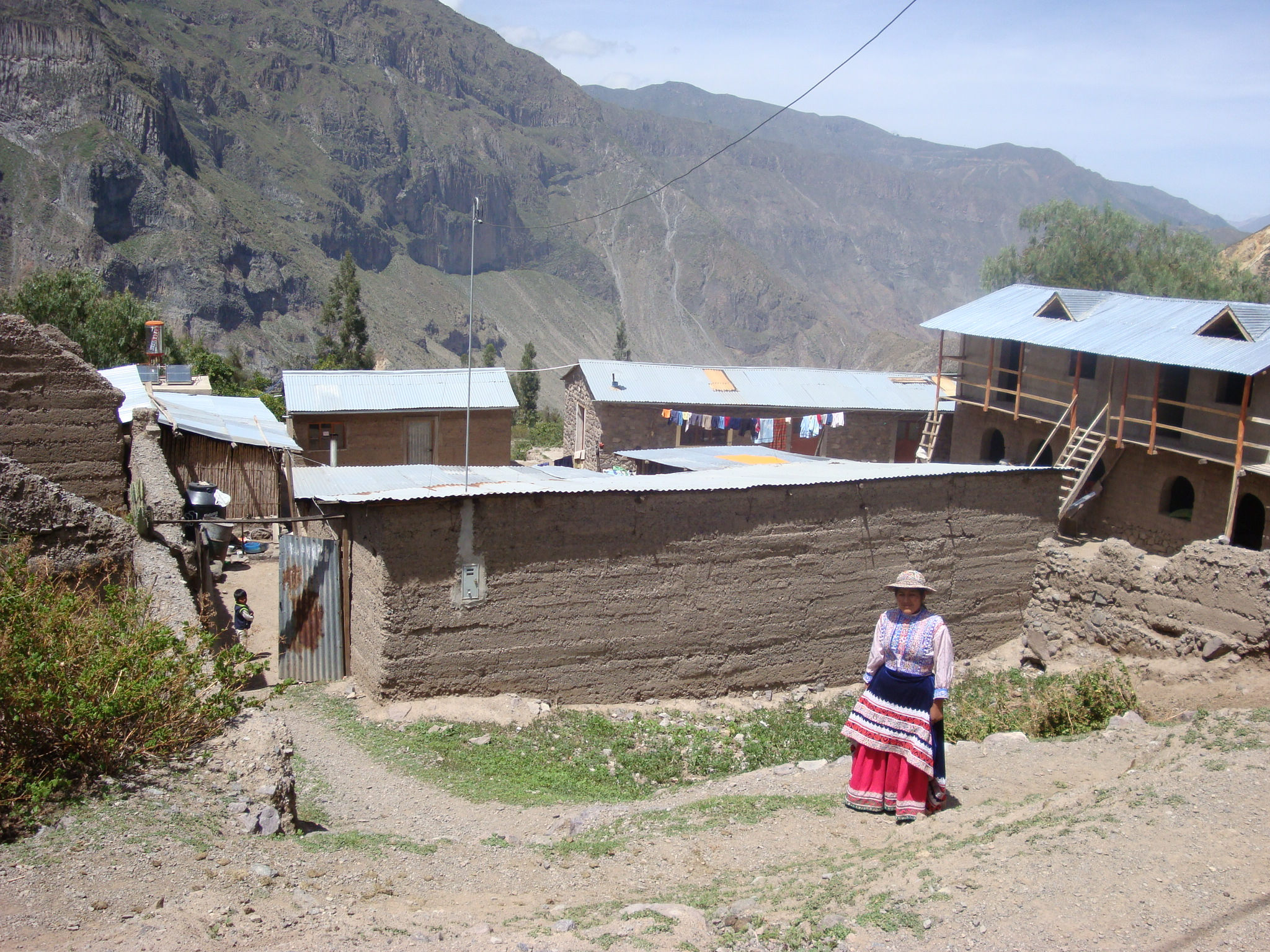
Die Siedlung Paclla

Der Distrikt Tapay liegt in der Provinz Caylloma in der Region Arequipa in Südwest-Peru. Der Distrikt hat eine Fläche von 414 km². Beim Zensus 2017 wurden 772 Einwohner gezählt. Im Jahr 1993 lag die Einwohnerzahl bei 820, im Jahr 2007 bei 671. Die Distriktverwaltung befindet sich in der 2975 m hoch gelegenen Ortschaft Tapay mit 64 Einwohnern (Stand 2017). Tapay liegt 37 km westnordwestlich der Provinzhauptstadt Chivay.

## Geographische Lage
Der Distrikt Tapay liegt in der Cordillera Volcánica am Nordufer des nach Westen fließenden Río Colca. Die Längsausdehnung in Nord-Süd-Richtung beträgt knapp 40 km, die Breite liegt bei etwa 12 km. Die Hauptsiedlungen befinden sich oberhalb der Colca-Schlucht und sind von der südlichen Talseite nur über Fußgängerhängebrücken erreichbar. Die westliche Begrenzung des Distrikts bildet der Río Molloco. An der östlichen Distriktgrenze liegt der 5432 m hohe Sepregina.
Der Distrikt Tapay grenzt im Nordosten an den Distrikt Caylloma, im Osten an den Distrikt Lari, im Südosten an den Distrikt Madrigal, im Süden an den Distrikt Cabanaconde sowie im Westen an den Distrikt Choco (Provinz Castilla).

## Ortschaften
Im Distrikt gibt es folgende Ortschaften (anexos):
- Cosñirhua - Malata
- Fure
- Juchuypuna
- Llatica
- Paclla
- San Juan de Chuccho
- Tocallo